# Kondžilo
Kondžilo es un pueblo ubicado en la municipalidad de Kakanj, en el cantón de Zenica-Doboj, Bosnia y Herzegovina.

## Superficie
Posee una superficie de 1,78 kilómetros cuadrados.

## Demografía
Hasta 1991 la población era de 42 habitantes.